# Deiléphile de Dahl
Hyles dahlii
Espèce
Le Deiléphile de Dahl, Sphinx de Dahl ou Sphinx corse (Hyles dahlii) est une espèce de lépidoptères de la famille des Sphingidae, de la sous-famille des Macroglossinae et de la tribu des Macroglossini.

## Répartition et habitat
Répartition
L'espèce est connue en Espagne, Baléares, Corse et Sardaigne.
Habitat
Le maquis

## Description
- Envergure du mâle : de 26 à 37 mm.

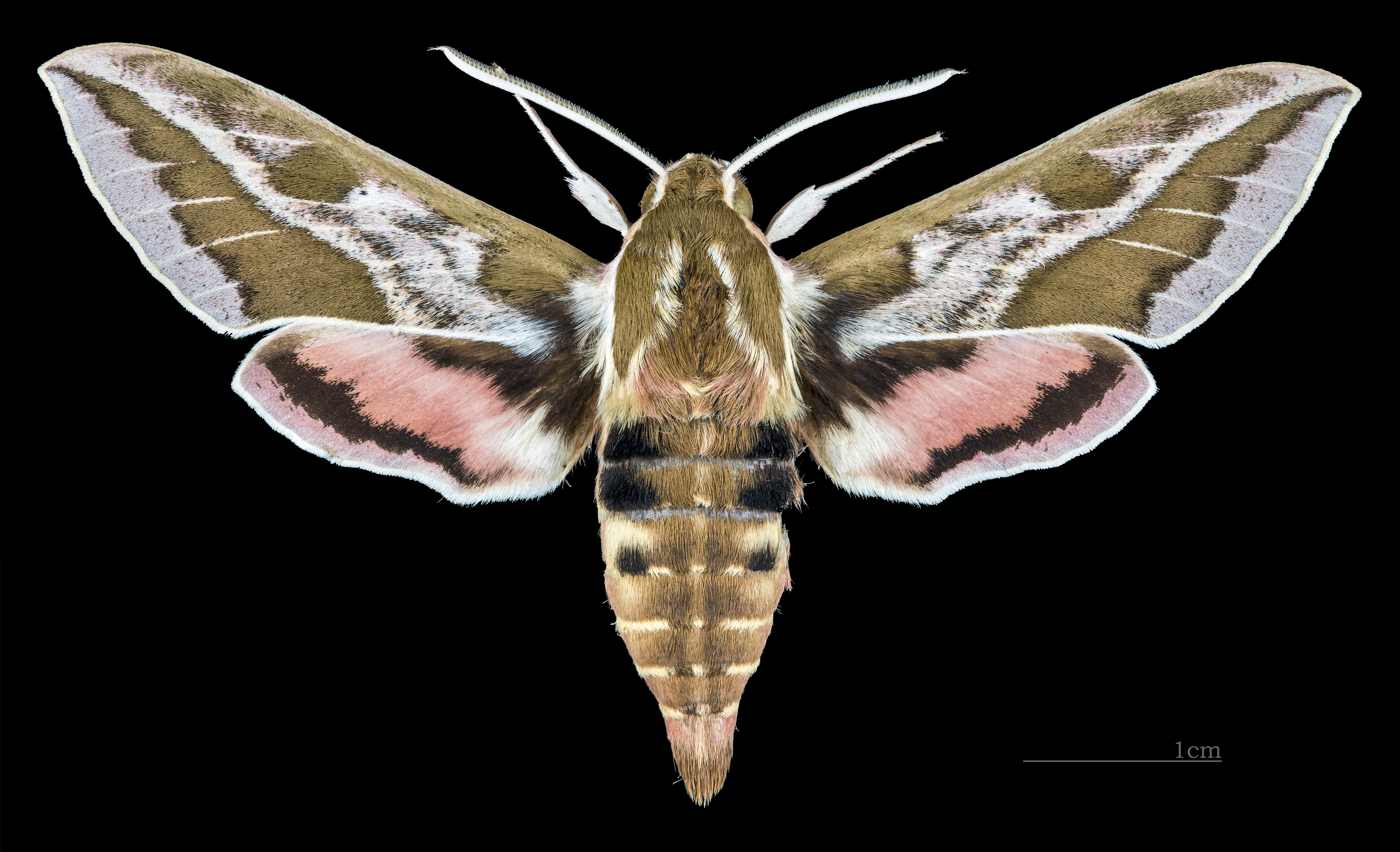
Avers du mâle (coll.MHNT)
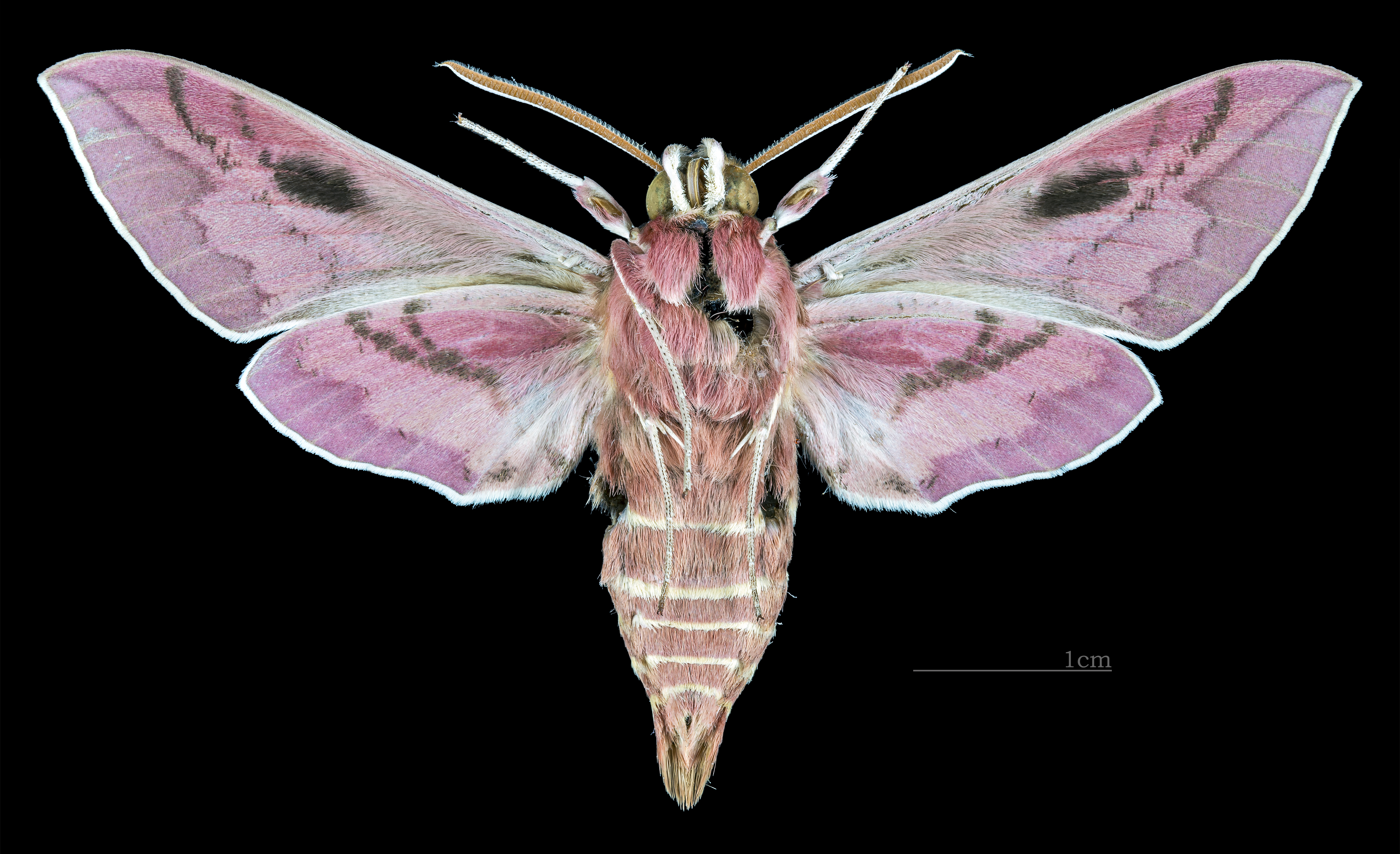
△ revers du mâle (coll.MHNT)
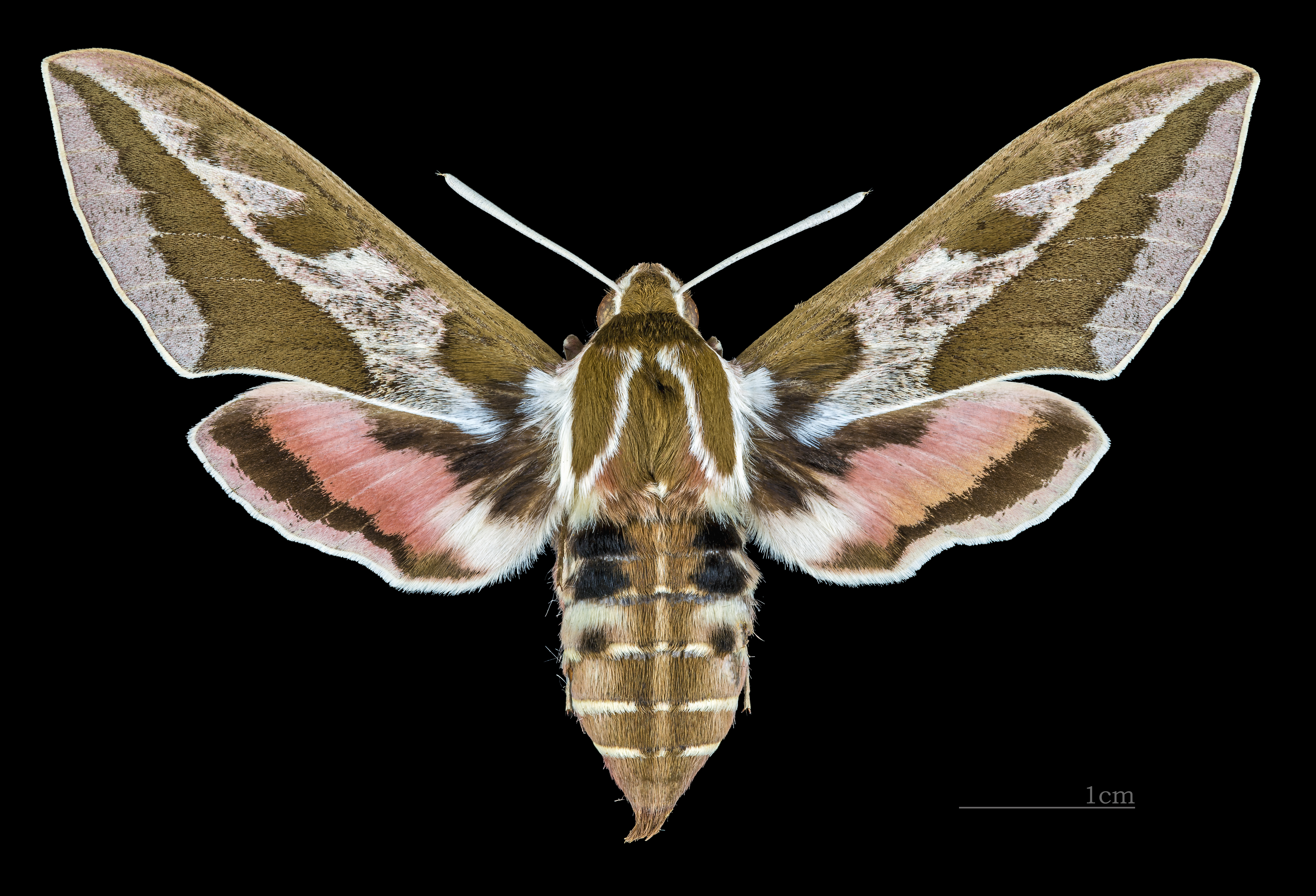
Avers de la femelle (coll.MHNT)
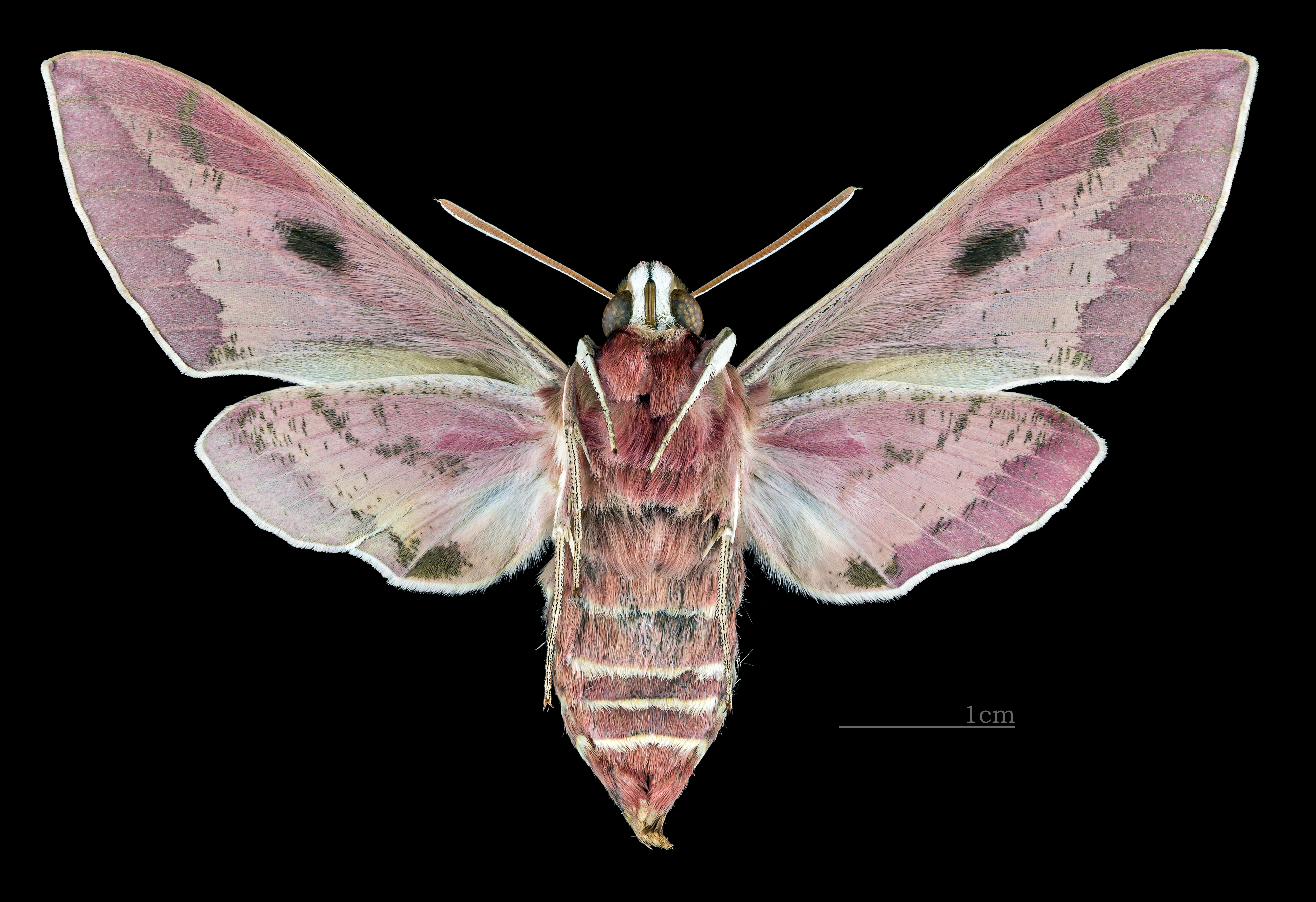
△ revers de la femelle (coll.MHNT)

## Biologie
- Les chenilles se nourrissent sur diverses plantes herbacées, dont Euphorbia paralias, Euphorbia myrsinites, Euphorbia characias, Euphorbia dendroides, Euphorbia pithyusa , Euphorbia pinea et Euphorbia Terracina .
- Période de vol : de juillet à août.

## Systématique
L'espèce Hylies dahlii a été décrite par l'entomologiste allemand Carl Geyer en 1828, sous le nom initial de Sphinx dahlii,. La localité type est Cagliari, en Sardaigne.

### Synonymie
- Sphinx dahlii Geyer, [1828] — protonyme
- Sphinx dahlii Boisduval, 1828
- Sphinx lutescens (Oberthür, 1904)
- Sphinx praenubila (Schultz, 1907)
- Sphinx infuscata (Turati, 1910)
- Celerio euphorbiae balearica Rebel, 1926
- Celerio cyanea (Gehlen, 1929)
- Celerio mediofascia (Bytinski-Salz, 1937)